# アンナ・フォン・ブラウンシュヴァイク
アンナ・フォン・ブラウンシュヴァイク（ドイツ語：Anna von Braunschweig, 1390年ごろ - 1432年8月10日）は、オーストリア公フリードリヒ4世の2番目の妃。

## 生涯
父はヴェルフ家のブラウンシュヴァイク＝リューネブルク公フリードリヒ1世、母はアスカニア家のアンナ・フォン・ザクセン＝ヴィッテンベルクである。父フリードリヒ1世は、ローマ王ヴェンツェルが廃位された後、1400年5月のフランクフルトでの帝国会議において、ローマ王候補となった（実際にはループレヒトがローマ王となった）。
1410年、アンナはオーストリア公フリードリヒ4世と結婚した。この結婚は、フリードリヒ4世の最初の妃エリーザベトが死去した後に、エリーザベトの父ローマ王ループレヒトからもたらされたものであった。
結婚後も、アンナは実家と連絡を取りあった。1421年4月、アンナはエンシスハイムで母と面会し、1425年には姉カタリーナがしばらくチロルに滞在した。1430年、1431年そして1432年に従兄弟ヴィルヘルム1世がアンナのもとを訪れた。
結婚後数年間については政治的活動を行ったという記録はないが、1414年6月にアンナはコンスタンツに滞在し、成功はしなかったものの、夫をローマ王にするための選挙運動を行った。チロルに戻った後、1417年初めまでアンナはもっぱらハインリヒ6世・フォン・ロッテンブルクが領有する南チロルに滞在した。
1418年から1427/8年にかけて、アンナは度々政治に関与している。例えば1419年春に、アンナはトリエント司教との争いに介入し、内オーストリアを訪問中で不在であった夫フリードリヒに代わって一時的な休戦協定を結ばせた。1419年夏から1421年秋まで、アンナは代表として、前方オーストリア（アルザス、シュヴァーベン）で評議員とともに、販売、誓約、賞や基金などの政治的活動を行った。
アンナは1432年に死去し、シュタムス修道院に埋葬された。

## 子女
- マルガレーテ（1423年 - 1424年6月9日）
- ヘートヴィヒ（1424年 - 1427/32年[5]）
- ヴォルフガング（1426年2月16日） - 生まれた日に死去
- ジークムント（1427年 - 1496年） - オーストリア公